# Südliche Stacheltaschenmaus
Die Südliche Stacheltaschenmaus (Heteromys australis) ist eine Art der Stacheltaschenmäuse. Sie kommt in mehreren Unterarten im südlichen Mittelamerika und im nördlichen Südamerika in Teilen von Panama, Kolumbien, Ecuador und Venezuela vor.

## Merkmale
Die Südliche Stacheltaschenmaus erreicht eine Kopf-Rumpf-Länge von durchschnittlich 12,8 Zentimetern bei den Männchen und 12,0 Zentimetern bei den Weibchen. Der Schwanz wird etwa 14 bzw. 13,6 Zentimeter lang. Die Ohrlänge beträgt durchschnittlich 16 Millimeter und die Hinterfußlänge 33 Millimeter. Es handelt sich um eine mittelgroße Art innerhalb der Gattung und die Männchen sind in der Regel etwas größer als die Weibchen. Das Fell der ausgewachsenen Tiere ist rau und beinhaltet einzelne versteifte, stachelähnliche Haare auf dem Rücken und an den Körperseiten. Diese Stacheln sind in den Flachlandpopulationen der Art härter als in den Höhenlagen, in denen sie sehr weich ausgebildet sind. Das Rückenfell ist dunkelgrau bis schwarz gefärbt, die Bauchseite ist weiß und wird nicht von einem hellen Seitenband zum Rücken abgegrenzt.
Die vorderen Bereiche der Sohlen der Hinterfüße sind unbehaart. Der Schwanz ist leicht behaart und bei fast allen Populationen an der Oberseite deutlich dunkler als an der Unterseite. Vor allem an der kolumbianischen Pazifikküste gibt es jedoch Populationen mit einem einfarbig dunkelgrauen Schwanz.
Von den meisten anderen südamerikanischen Arten der Gattung unterscheidet sich die Südliche Stacheltaschenmaus durch das dunkelgraue bis schwarze Rückenfell. Im Vergleich zur Berg-Stacheltaschenmaus (Heteromys oresterus) hat sie einen deutlich stärker abgeflachten Hirnschädel und eine kürzere und breitere Schnauze. Im Vergleich zur Nelson-Stacheltaschenmaus (Heteromys nelsoni) ist sie deutlich kleiner und von der Ecuador-Stacheltaschenmaus (Heteromys teleus) unterscheidet sie sich durch engeren Jochbögen und die schmalere Schnauze.

## Verbreitung
Die Südliche Stacheltaschenmaus kommt in mehreren Unterarten im südlichen Mittelamerika und im nördlichen Südamerika in Teilen von Panama, Kolumbien, Ecuador und Venezuela vor. Die Höhenverbreitung reicht bis in Höhen von etwa 2500 Metern.

## Lebensweise
Die Südliche Stacheltaschenmaus lebt vor allem in ungestörten oder nur wenig gestörten Tiefland- und Bergregenwaldgebieten bis in Höhen von 2500 Metern. Sie lebt dabei in feuchten Regionen des kolumbianischen Chocó bis in die Andenregionen Kolumbiens und Ecuadors. Im östlichen Panama lebt sie in feuchte und trockene Wälder, Bambus-Heliconia-Bestände, Dornbüsche und trockene Grasgebiete. Dabei kommt die Art häufig im Bereich von liegenden Baumstämmen und im Bereich von Wasserläufen vor. Eine isolierte Population lebt in den Waldgebieten der Cordillera de Mérida in Táchira, die von landwirtschaftlichen Nutzflächen umgeben sind.
Die Tiere sind nachtaktiv und leben am Boden, können jedoch seltener auch tagsüber aktiv sein und können auch in Gebüsche klettern. Über die Lebensweise der Art liegen darüber hinaus nur begrenzte Informationen vor. Sie ernähren sich wahrscheinlich vor allem von Samen und möglicherweise auch von grüner Vegetation und Insekten. Wie andere Arten der Gattung transportieren sie die gesammelte Nahrung in ihren Backentaschen.

## Systematik

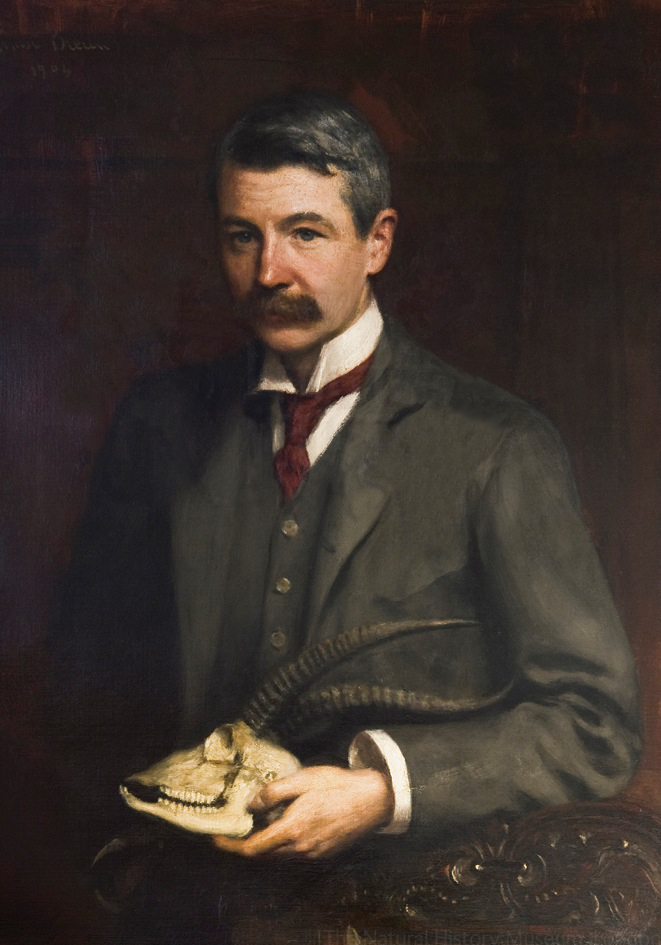
Der britische Zoologe Oldfield Thomas beschrieb die Art im Jahr 1901.

Die Südliche Stacheltaschenmaus wird als eigenständige Art innerhalb der Gattung der Stacheltaschenmäuse (Heteromys) eingeordnet, die aus 16 Arten besteht. Die wissenschaftliche Erstbeschreibung stammt von Oldfield Thomas aus dem Jahr 1901, der die Art anhand von Individuen aus dem Umland von St. Javier am unteren Río Cachaví im Norden von Ecuador einführte. Thomas ordnete die Art bereits in der Erstbeschreibung in die Gattung Heteromys ein. Sie ist die einzige Art der Gattung mit einer Verbreitung in Südamerika, die nicht der anomalus-Gruppe um die Trinidad-Stacheltaschenmaus (Heteromys anomalus) angehört.
Innerhalb der Art werden gemeinsam mit der Nominatform drei Unterarten unterschieden:
- Heteromys australis australis Thomas, 1901: Nominatform; Die Unterart kommt vom Nordwesten von Kolumbien bis in den Nordwesten von Ecuador und dem Westen von Venezuela vor, wo sie isoliert in den Cordillera de Mérida in Táchira lebt.
- Heteromys australis conscius Goldman, 1913: Diese Form kommt im extremen Osten von Panama und wahrscheinlich auch in angrenzenden Regionen im Nordwesten von Kolumbien vor.
- Heteromys australis pacificus O.P. Pearson, 1939: Diese Form lebt im Osten von Panama, wobei sie nur aus der Region um Amagal südlich der Guayabo Bay in der Provinz Darién bekannt ist.

Die Südliche Stacheltaschenmaus galt bis zur Erstbeschreibung der Ecuador-Stacheltaschenmaus (Heteromys teleus) im Jahr 2002 als einzige Art der Gattung in Ecuador.

## Status, Bedrohung und Schutz
Die Südliche Stacheltaschenmaus wird von der International Union for Conservation of Nature and Natural Resources (IUCN) als „nicht gefährdet“ (least concern) eingeordnet. Die Lebensräume in den Waldgebieten sind teilweise abnehmend und man geht davon aus, dass auch die Bestandsgrößen der Art stabil sind, potenzielle bestandsgefährdende Bedrohungen sind nicht bekannt.

## Belege
1. 1 2 3 4 5 6 7 8 9 10 11  Southern Spiny Pocket Mouse. In: David J. Hafner: Subfamily Heteromyoninae, Genus Heteromys. In: Don E. Wilson, T.E. Lacher, Jr., Russell A. Mittermeier (Hrsg.): Handbook of the Mammals of the World: Lagomorphs and Rodents 1. (HMW, Band 6) Lynx Edicions, Barcelona 2016, S. 198–199, ISBN 978-84-941892-3-4.
2. 1 2 3  Heteromys australis in der Roten Liste gefährdeter Arten der IUCN 2018. Eingestellt von: R.P. Anderson, D. Tirira, R. Samudio, 2016. Abgerufen am 10. Januar 2019.
3. 1 2 3   Heteromys (Heteromys) australis. In: Don E. Wilson, DeeAnn M. Reeder (Hrsg.): Mammal Species of the World. A taxonomic and geographic Reference. 2 Bände. 3. Auflage. Johns Hopkins University Press, Baltimore MD 2005, ISBN 0-8018-8221-4.
4. ↑  R. P. Anderson: Southern Spiny Pocket Mouse. In: J. L. Patton, U. F. J. Pardiñas, G. D’Elía (Hrsg.): Mammals of South America, Volume 2: Rodents. University of Chicago Press, 2015; S. 54–55. (Volltext)
5. ↑  Robert P. Anderson, Pablo Jarrín-Valladares: A New Species of Spiny Pocket Mouse (Heteromyidae: Heteromys) Endemic to Western Ecuador. American Museum Novitates 3382, 16. August 2002; S. 1–26. (Volltext)